# Jordskælvet ved Thy 2020
|  | Sammenskrivningsforslag Artiklen Jordskælvet ved Thy 2020 er foreslået føjet ind i Richterskalaen. (Siden oktober 2020) Diskutér forslaget Kort begrundelse: Triviel hændelse. Se også diskussionssiden. |

Jordskælvet ved Thy 2020 var et jordskælv, der fandt sted 30. september 2020 kl. 06.58 lokal tid. Skælvet havde en styrke på 3,4 på Richterskalaen og havde sit epicenter i den østlige del af Nordsøen, ud fra kysten ved Thyborøn. Det kunne mærkes i det sydlige Thy.